# Dacentrurus
 Dacentrurus  („sehr spitzer Schwanz“) ist eine Dinosaurier-Gattung innerhalb der Gruppe der Stegosauria, die im frühen Oberjura lebte und deren Fossilien in mehreren westeuropäischen Ländern gefunden wurden. Die einzige beschriebene Art ist Dacentrurus armatus, deren Erstbeschreibung bereits 1875 erfolgte.

## Merkmale
Dacentrurus erreichte eine Länge von geschätzten 7 Metern, nach anderen Quellen jedoch bis zu 10 Metern und war somit einer der größten Stegosaurier. Wie alle Vertreter dieser Gruppe war er durch eine Doppelreihe von knöchernen Strukturen (Osteodermen) entlang des Rückens und des Schwanzes charakterisiert. Die Überreste dieser Osteodermen sind jedoch nur spärlich vorhanden, vermutlich waren sie am vorderen Teil des Rumpfes plattenförmig, während sie über der Hüfte und an der Schwanzspitze stachelförmig waren. Die genaue Form und Anordnung der Knochenplatten oder -stacheln ist jedoch nicht bekannt.
Verglichen mit anderen Stegosauria waren die Vorderbeine nur wenig kürzer als die Hinterbeine. In Details des Baus der Wirbel und des Beckens unterschied er sich deutlich von den meisten übrigen Stegosauria.
Analysen von Schädelteilen deuten darauf hin, dass Dacentrurus armatus einen überraschend ausgeprägten Scheitelkamm aufwies.

## Entdeckungs- und Forschungsgeschichte

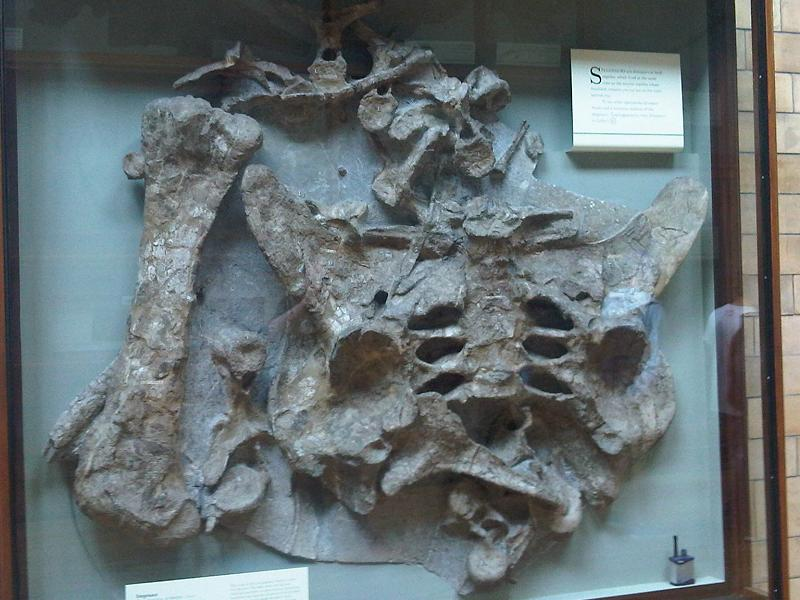
Holotypus von Dacentrurus im Natural History Museum in London

Dacentrurus war der erste bekannte Stegosaurier, er wurde 1875 von Richard Owen zunächst als Omosaurus armatus beschrieben. Frederic Augustus Lucas wies jedoch in seiner 1902 erschienenen Arbeit nach, dass der Gattungsname Omosaurus von Joseph Leidy bereits 1856 für ein ausgestorbenes Krokodil vergeben worden war. Fossile Funde wurden in England (Cambridgeshire, Wiltshire und Dorset), in Frankreich und Spanien und erdgeschichtlich jüngere Überreste in Portugal entdeckt.
Die Funde stammen aus verschiedenen Epochen des oberen Jura und werden auf ein Alter von 163 bis 152 Millionen Jahren datiert. Vermutlich handelt es sich dabei jedoch um eine Sammelgattung verschiedener, zum Teil nur durch einzelne Knochenfunde bekannter Stegosaurier, was auch die unterschiedlichen Größenangaben (vielfach wird Dacentrurus als kleiner Stegosaurier beschrieben) und Angaben über die Anordnung der Knochenplatten erklären könnte.
Ein vergleichsweise vollständiges Schädelfossil stammt aus Ostspanien.

## Systematik
Dacentrurus ist einer der urtümlichsten Vertreter innerhalb der Stegosauridae. Phylogenetisch gilt er – möglicherweise zusammen mit Chungkingosaurus – als Schwestertaxon der übrigen Stegosauridae, die als Stegosaurinae zusammengefasst werden.
Aufbauend auf ihrer Analyse eines Schädelfossils ordneten Sergio Sánchez-Fenollosa und Alberto Cobos die Stegosaurier neu und stellten ein neues Chronogramm vor. Hierbei führten sie die Gruppe der Neostegosauria neu ein, zu der sie auch Decenturus armatus stellten.